# ثماماوات
الثماماوات (الاسم العلمي: Panicoideae) هي أسرة من النباتات تتبع الفصيلة النجيلية من رتبة القبئيات.

## قبائل
- الثماماوية (الاسم العلمي:Paniceae)
- السفوناوية (الاسم العلمي:Andropogoneae)
- (الاسم العلمي:Arundinelleae)
- (الاسم العلمي:Steyermarkochloeae)
- (الاسم العلمي:Hubbardieae)